# Liga a III-a 2020-2021
Ediția 2020-2021 a Ligii a III-a, eșalonul inferior organizat de Federația Română de Fotbal, a început pe 12 septembrie 2020 și s-a terminat pe 30 aprilie 2021.

## Schimbări la echipe
| Promovate din Liga a IV-a - Bradu Borca (debut) - Dante Botoșani (debut) - Satu Mare (debut) - Progresul Șomcuta Mare (după 18 ani de absență) - Unirea Ungheni (după 8 ani de absență) - Corona Brașov (după 8 ani de absență) - Progresul Ezeriș (debut) - Avântul Periam (debut) - Petrolul Potcoava (debut) - Oltenița (după 1 an de absență) - Steaua București (debut) - Sportul Chiscani (după 1 an de absență) - Gloria Albești (debut) - Plopeni (după 8 ani de absență) - Avântul Valea Mărului (după 2 ani de absență) - Râmnicu Sărat (după 1 an de absență) - Ocna Mureș (după 1 an de absență) - Sporting Vaslui (debut) - Măgura Cisnădie (după 4 ani de absență) - CA Oradea (debut) - Sportul Șimleu Silvaniei (debut) - Jiul Petroșani (după 8 ani de absență) - Minerul Costești (debut) - Someșul Dej (debut) - Sepsi II Sfântu Gheorghe (debut) Retrogradate din Liga a II-a - Sportul Snagov (după 8 ani de absență) - Daco-Getica București (după 4 ani de absență) | Retrogradate în Liga a IV-a - Botoșani II (după 2 ani de participare) - CSU Galați (după 1 an de participare) - Poseidon Limanu-2 Mai (după 1 an de participare) - Medgidia (după 2 ani de participare) - Tractorul Cetate (după 1 an de participare) - Național Sebiș (după 12 ani de participare) - CFR II Cluj (după 3 ani de participare) Promovate în Liga a II-a - Aerostar Bacău (după 1 an de participare) - FC U Craiova (după 2 ani de participare) - Unirea Slobozia (după 5 ani de participare) - CSM Slatina (după 1 an de participare) - Comuna Recea (după 5 ani de participare) |

### Echipe excluse
Sportul Snagov și Daco-Getica București s-au desființat și au fost excluse de Federația Română de Fotbal înainte de începerea sezonului.

### Echipe scutite de retrogradare
Hușana Huși, CSM Bacău, Pașcani, Axiopolis Cernavodă, Dacia Unirea Brăila, FCSB II, Recolta Gheorghe Doja, Pucioasa, Astra II, Balotești, Sporting Roșiori, Cetate Deva, Filiași, ACS Poli Timișoara, Gilortul Târgu Cărbunești, Unirea Alba Iulia, Industria Galda, Odorheiu Secuiesc and SCM Zalău au fost scutite de retrogradare din cauza întreruperii sezonului 2019-20, ca măsură împotriva pandemiei de COVID-19.

### Echipe redenumite și alte modificări
Cetate Deva s-a redenumit ca CSM Deva.
Metalurgistul Cugir s-a redenumit ca CSO Cugir.

### Alte echipe
Viitorul II Constanța, Dinamo II București, Rapid II București, Concordia II Chiajna, Academica II Clinceni, Gaz Metan II Mediaș, Hermannstadt II și Kids Tâmpa Brașov au intrat direct în Liga a III-a.

## Seria 1

### Rezultatele meciurilor din seria 1
| Oaspeți ► Gazde ▼                          | BRA⁠(d) | DNT | SVS⁠(d) | FOR | CEA | BUC | MIR | ȘOM | HUȘ⁠(d) | PAȘ |
| ------------------------------------------ | ------ | --- | ------ | --- | --- | --- | --- | --- | ------ | --- |
| Bradu Borca⁠(d)                             | —      | 3–1 | 0–2    | 1–3 | 1–1 | 0–3 | 0–3 | 0–2 | 0–1    | 2–1 |
| Dante Botoşani                             | 2–0    | —   | 2–1    | 2–0 | 0–3 | 1–3 | 1–3 | 2–0 | 0–2    | 4–0 |
| Sporting Vaslui⁠(d)                         | 1–1    | 1–2 | —      | 0–1 | 2–3 | 2–1 | 0–6 | 0–0 | 0–1    | 3–0 |
| Foresta Suceava                            | 2–0    | 4–0 | 4–0    | —   | 0–1 | 3–0 | 1–2 | 1–0 | 3–0    | 4–0 |
| Ceahlăul                                   | 4–1    | 2–1 | 0–3    | 0–1 | —   | 1–2 | 1–0 | 3–0 | 3–0    | 5–0 |
| Bucovina Rădăuți                           | 2–0    | 1–1 | 2–0    | 1–1 | 1–0 | —   | 2–0 | 2–2 | 1–0    | 6–0 |
| Miroslava                                  | 3–0    | 3–3 | 4–1    | 0–1 | 4–0 | 2–1 | —   | 2–2 | 2–3    | 4–0 |
| Șomuz Fălticeni                            | 3–1    | 0–1 | 1–0    | 3–2 | 0–1 | 1–2 | 3–0 | —   | 1–2    | 2–1 |
| Hușana Huși⁠(d)                             | 5–0    | 1–0 | 0–1    | 0–0 | 3–1 | 1–2 | 0–2 | 1–1 | —      | 3–0 |
| Pașcani                                    | 2–2    | 0–3 | 0–4    | 0–0 | 0–1 | 0–4 | 1–1 | 0–2 | 1–0    | —   |
| Câștigă gazdele; Remiză; Câștigă oaspeții. |        |     |        |     |     |     |     |     |        |     |

### Clasamentul seriei 1
| Loc | Echipă               | Pct. | MJ | V  | E | Î  | GM | GP | DG  | Calificare                                                      |
| --- | -------------------- | ---- | -- | -- | - | -- | -- | -- | --- | --------------------------------------------------------------- |
| 1.  | Bucovina Rădăuți (C) | 39   | 18 | 12 | 3 | 3  | 36 | 15 | +21 | Calificare în Barajul pentru promovare în Liga a II-a           |
| 2.  | Foresta Suceava      | 36   | 18 | 11 | 3 | 4  | 31 | 10 | +21 | Calificare în Barajul pentru promovare în Liga a II-a           |
| 3.  | Ceahlăul             | 34   | 18 | 11 | 1 | 6  | 30 | 19 | +11 |                                                                 |
| 4.  | Miroslava            | 33   | 18 | 10 | 3 | 5  | 41 | 20 | +21 |                                                                 |
| 5.  | Hușana Huși⁠(d)       | 29   | 18 | 9  | 2 | 7  | 24 | 19 | +5  |                                                                 |
| 6.  | Dante Botoşani       | 26   | 18 | 8  | 2 | 8  | 26 | 27 | −1  |                                                                 |
| 7.  | Șomuz Fălticeni      | 25   | 18 | 7  | 4 | 7  | 23 | 21 | +2  |                                                                 |
| 8.  | Sporting Vaslui⁠(d)   | 20   | 18 | 6  | 2 | 10 | 21 | 28 | −7  | Posibilă calificare în Barajul pentru menținere în Liga a III-a |
| 9.  | Bradu Borca⁠(d) (R)   | 9    | 18 | 2  | 3 | 13 | 12 | 41 | −29 | Calificare în Barajul pentru menținere în Liga a III-a          |
| 10. | Pașcani (O)          | 6    | 18 | 1  | 3 | 14 | 7  | 51 | −44 | Calificare în Barajul pentru menținere în Liga a III-a          |

## Seria 2

### Rezultatele meciurilor din seria 2
| Oaspeți ► Gazde ▼                          | SPO⁠(d) | Avântul Mărului | RMS | FOC | OȚE | Viitorul Ianca | FĂU  | LIE | DUB | CSM |
| ------------------------------------------ | ------ | --------------- | --- | --- | --- | -------------- | ---- | --- | --- | --- |
| Sportul Chiscani⁠(d)                        | —      | 0–2             | 0–3 | 0–4 | 0–3 | 1–1            | 1–1  | 2–5 | 0–6 | 1–3 |
| Avântul Mărului                            | 0–1    | —               | 0–1 | 0–2 | 0–6 | 0–0            | 2–0  | 1–2 | 0–3 | 2–0 |
| Râmnicu Sărat                              | 2–1    | 2–0             | —   | 0–2 | 1–0 | 1–2            | 3–1  | 3–1 | 2–1 | 3–0 |
| Focșani                                    | 6–0    | 0–1             | 2–2 | —   | 1–1 | 4–1            | 4–1  | 3–2 | 2–4 | 1–1 |
| Oțelul                                     | 7–0    | 2–0             | 3–1 | 1–1 | —   | 3–1            | 11–0 | 1–0 | 1–2 | 4–0 |
| Viitorul Ianca                             | 11–0   | 5–2             | 1–1 | 0–1 | 0–1 | —              | 6–1  | 4–2 | 0–4 | 2–0 |
| CS Făurei                                  | 0–1    | 2–1             | 1–0 | 1–1 | 2–3 | 1–1            | —    | 1–2 | 0–3 | 0–1 |
| Sporting Liești                            | 3–0    | 1–0             | 5–0 | 1–2 | 0–2 | 1–1            | 2–2  | —   | 2–1 | 2–0 |
| Dacia U Brăila                             | 8–1    | 4–0             | 2–2 | 1–3 | 3–2 | 1–2            | 5–1  | 4–0 | —   | 1–1 |
| CSM Bacău                                  | 1–0    | 2–1             | 1–2 | 2–2 | 1–3 | 0–2            | 3–0  | 0–0 | 0–3 | —   |
| Câștigă gazdele; Remiză; Câștigă oaspeții. |        |                 |     |     |     |                |      |     |     |     |

### Clasamentul seriei 2
| Loc | Echipă                  | Pct. | MJ | V  | E | Î  | GM | GP | DG  | Calificare                                             |
| --- | ----------------------- | ---- | -- | -- | - | -- | -- | -- | --- | ------------------------------------------------------ |
| 1.  | Oțelul (C)              | 41   | 18 | 13 | 2 | 3  | 54 | 13 | +41 | Calificare în Barajul pentru promovare în Liga a II-a  |
| 2.  | Dacia U Brăila (O, P)   | 38   | 18 | 12 | 2 | 4  | 56 | 19 | +37 | Calificare în Barajul pentru promovare în Liga a II-a  |
| 3.  | Focșani                 | 36   | 18 | 10 | 6 | 2  | 41 | 19 | +22 |                                                        |
| 4.  | Râmnicu Sărat           | 33   | 18 | 10 | 3 | 5  | 29 | 23 | +6  |                                                        |
| 5.  | Viitorul Ianca          | 29   | 18 | 8  | 5 | 5  | 40 | 24 | +16 |                                                        |
| 6.  | Sporting Liești         | 27   | 18 | 8  | 3 | 7  | 31 | 27 | +4  |                                                        |
| 7.  | CSM Bacău               | 19   | 18 | 5  | 4 | 9  | 16 | 29 | −13 |                                                        |
| 8.  | Avântul Mărului (E)     | 13   | 18 | 4  | 1 | 13 | 12 | 33 | −21 | Exclusă                                                |
| 9.  | Sportul Chiscani⁠(d) (O) | 8    | 18 | 2  | 2 | 14 | 9  | 66 | −57 | Calificare în Barajul pentru menținere în Liga a III-a |
| 10. | CS Făurei               | 8    | 18 | 2  | 4 | 12 | 15 | 50 | −35 | Salvată de la retrogradare                             |

1. ↑  Avântul Valea Mărului s-a calificat pentru barajul de menținere ca fiind cel mai prost clasat loc 8 din toate cele 10 serii. În timpul pauzei de vară, s-a retras din Liga a III-a.
2. 1 2  SPO 1-1 FĂU; FĂU 0-1 SPO
3. ↑  Clubul CS Făurei a fost sancționat cu o penalitate de 2 puncte prin decizia CDE din 13.01.2021.

## Seria 3

### Rezultatele meciurilor din seria 3
| Oaspeți ► Gazde ▼                          | MOS⁠(d) | RGD⁠(d) | MOD⁠(d) | AGR | GLA⁠(d) | OLT⁠(d) | FCV | AFU | POP | AXI⁠(d) |
| ------------------------------------------ | ------ | ------ | ------ | --- | ------ | ------ | --- | --- | --- | ------ |
| Mostiștea Ulmu⁠(d)                          | —      | 3–0    | 3–0    | 2–0 | 4–0    | 6–1    | 1–0 | 0–1 | 2–0 | 3–3    |
| Recolta Gheorghe Doja⁠(d)                   | 1–1    | —      | 1–1    | 1–4 | 0–1    | 4–1    | 2–0 | 0–4 | 0–1 | 2–7    |
| Înainte Modelu⁠(d)                          | 0–1    | 5–0    | —      | 2–4 | 0–1    | 4–1    | 2–3 | 1–3 | 3–1 | 1–2    |
| Agricola Borcea                            | 1–2    | 0–0    | 3–1    | —   | 2–0    | 6–0    | 1–1 | 0–1 | 3–2 | 2–4    |
| Gloria Albești⁠(d)                          | 0–1    | 0–1    | 1–5    | 2–0 | —      | 5–2    | 2–3 | 0–4 | 1–1 | 4–3    |
| CSM Oltenița⁠(d)                            | 1–4    | 4–0    | 0–2    | 3–4 | 0–4    | —      | 2–7 | 2–7 | 1–1 | 0–1    |
| Viitorul II Constanța                      | 0–0    | 6–0    | 1–0    | 7–4 | 3–1    | 7–1    | —   | 1–1 | 0–3 | 1–1    |
| Afumați                                    | 0–2    | 1–1    | 1–0    | 4–0 | 2–1    | 5–0    | 1–1 | —   | 1–0 | 4–0    |
| Leordeni                                   | 2–2    | 2–0    | 3–1    | 2–1 | 1–0    | 2–2    | 3–0 | 0–1 | —   | 2–2    |
| Axiopolis Cernavodă⁠(d)                     | 0–0    | 2–2    | 1–2    | 6–2 | 6–1    | 4–2    | 3–1 | 1–3 | 0–1 | —      |
| Câștigă gazdele; Remiză; Câștigă oaspeții. |        |        |        |     |        |        |     |     |     |        |

### Clasamentul seriei 3
| Loc | Echipă                       | Pct. | MJ | V  | E | Î  | GM | GP | DG  | Calificare                                                      |
| --- | ---------------------------- | ---- | -- | -- | - | -- | -- | -- | --- | --------------------------------------------------------------- |
| 1.  | Afumați (C)                  | 45   | 18 | 14 | 3 | 1  | 44 | 10 | +34 | Calificare în Barajul pentru promovare în Liga a II-a           |
| 2.  | Mostiștea Ulmu⁠(d) (E)        | 39   | 18 | 12 | 5 | 1  | 37 | 10 | +27 | Exclusă                                                         |
| 3.  | Leordeni                     | 29   | 18 | 8  | 5 | 5  | 27 | 20 | +7  |                                                                 |
| 4.  | Axiopolis Cernavodă⁠(d)       | 29   | 18 | 8  | 5 | 5  | 46 | 33 | +13 |                                                                 |
| 5.  | Viitorul II Constanța        | 29   | 18 | 8  | 5 | 5  | 42 | 28 | +14 |                                                                 |
| 6.  | Agricola Borcea              | 23   | 18 | 7  | 2 | 9  | 37 | 40 | −3  |                                                                 |
| 7.  | Înainte Modelu⁠(d)            | 19   | 18 | 6  | 1 | 11 | 30 | 30 | 0   |                                                                 |
| 8.  | Gloria Albești⁠(d)            | 19   | 18 | 6  | 1 | 11 | 24 | 38 | −14 | Posibilă calificare în Barajul pentru menținere în Liga a III-a |
| 9.  | Recolta Gheorghe Doja⁠(d) (O) | 14   | 18 | 3  | 5 | 10 | 15 | 43 | −28 | Calificare în Barajul pentru menținere în Liga a III-a          |
| 10. | CSM Oltenița⁠(d) (O)          | 5    | 18 | 1  | 2 | 15 | 23 | 73 | −50 | Calificare în Barajul pentru menținere în Liga a III-a          |

1. ↑  Mostiștea Ulmu a fost penalizată cu 2 puncte. Mostiștea s-a retras din Liga a III-a după ce a pierdut barajul de promovare.
2. 1 2 3  POP: 10 pct; AXI: 5 pct; FCV: 1 pct
3. 1 2  MOD 0-1 GLA; GLA 1-5 MOD

## Seria 4

### Rezultatele meciurilor din seria 4
| Oaspeți ► Gazde ▼                          | STE | DIN | RAP | CON | PRS | TUN | VOL | MBZ | BAL | FCS |
| ------------------------------------------ | --- | --- | --- | --- | --- | --- | --- | --- | --- | --- |
| CSA Steaua București                       | —   | 4–0 | 2–0 | 2–0 | 4–1 | 0–0 | 1–0 | 5–0 | 5–1 | 1–1 |
| Dinamo II                                  | 1–3 | —   | 3–2 | 5–0 | 1–2 | 2–0 | 1–2 | 2–2 | 5–1 | 3–2 |
| Rapid II                                   | 0–1 | 1–0 | —   | 0–1 | 0–2 | 1–1 | 2–1 | 1–1 | 4–2 | 0–3 |
| Concordia II Chiajna                       | 0–5 | 1–1 | 1–2 | —   | 0–1 | 0–1 | 1–3 | 1–1 | 6–1 | 0–2 |
| Progresul Spartac                          | 0–2 | 5–1 | 3–1 | 2–2 | —   | 1–2 | 3–1 | 3–0 | 7–0 | 4–0 |
| CS Tunari                                  | 0–1 | 0–1 | 1–0 | 5–1 | 0–1 | —   | 0–0 | 0–0 | 3–0 | 0–2 |
| Voluntari II                               | 0–3 | 3–3 | 2–1 | 4–1 | 0–1 | 0–0 | —   | 2–1 | 3–0 | 1–4 |
| Metalul Buzău                              | 2–2 | 4–1 | 2–1 | 3–0 | 1–0 | 0–1 | 2–0 | —   | 3–0 | 1–1 |
| CS Balotești                               | 1–5 | 0–3 | 0–4 | 1–1 | 0–2 | 0–1 | 0–1 | 0–2 | —   | 1–2 |
| FCSB II                                    | 1–2 | 2–1 | 4–1 | 6–0 | 3–1 | 2–1 | 1–1 | 4–2 | 2–0 | —   |
| Câștigă gazdele; Remiză; Câștigă oaspeții. |     |     |     |     |     |     |     |     |     |     |

### Clasamentul seriei 4
| Loc | Echipă                         | Pct. | MJ | V  | E | Î  | GM | GP | DG  | Calificare                                                      |
| --- | ------------------------------ | ---- | -- | -- | - | -- | -- | -- | --- | --------------------------------------------------------------- |
| 1.  | CSA Steaua București (C, O, P) | 48   | 18 | 15 | 3 | 0  | 48 | 8  | +40 | Calificare în Barajul pentru promovare în Liga a II-a           |
| 2.  | FCSB II                        | 39   | 18 | 12 | 3 | 3  | 42 | 20 | +22 | Calificare în Barajul pentru promovare în Liga a II-a           |
| 3.  | Progresul Spartac              | 37   | 18 | 12 | 1 | 5  | 39 | 18 | +21 |                                                                 |
| 4.  | CS Tunari                      | 27   | 18 | 7  | 6 | 5  | 16 | 12 | +4  |                                                                 |
| 5.  | Metalul Buzău                  | 27   | 18 | 7  | 6 | 5  | 27 | 24 | +3  |                                                                 |
| 6.  | Voluntari II                   | 25   | 18 | 7  | 4 | 7  | 24 | 25 | −1  |                                                                 |
| 7.  | Dinamo II                      | 24   | 18 | 7  | 3 | 8  | 34 | 34 | 0   |                                                                 |
| 8.  | Rapid II                       | 17   | 18 | 5  | 2 | 11 | 21 | 30 | −9  | Posibilă calificare în Barajul pentru menținere în Liga a III-a |
| 9.  | Concordia II Chiajna (E)       | 10   | 18 | 2  | 4 | 12 | 16 | 45 | −29 | Exclusă                                                         |
| 10. | CS Balotești (R)               | 1    | 18 | 0  | 1 | 17 | 8  | 59 | −51 | Calificare în Barajul pentru menținere în Liga a III-a          |

1. 1 2  TUN 0-0 MBZ; MBZ 0-1 TUN
2. ↑  Concordia II Chiajna a câștigat barajul pentru menținere dar s-a retras din Liga a III-a în timpul pauzei de vară.

## Seria 5

### Rezultatele meciurilor din seria 5
| Oaspeți ► Gazde ▼                          | SRB | COR | PLO | OSK | KTB⁠(d) | BLJ | OCR⁠(d) | KSE | AST | ODO |
| ------------------------------------------ | --- | --- | --- | --- | ------ | --- | ------ | --- | --- | --- |
| SR Brașov                                  | —   | 1–1 | 2–1 | 1–2 | 4–0    | 2–2 | 3–0    | 1–1 | 2–2 | 1–2 |
| Corona Brașov                              | 2–1 | —   | 1–0 | 2–0 | 6–1    | 3–0 | 3–1    | 5–1 | 2–1 | 1–0 |
| CSO Plopeni                                | 1–2 | 1–1 | —   | 3–2 | 6–0    | 0–0 | 2–0    | 0–2 | 1–0 | 2–0 |
| Sepsi II                                   | 1–1 | 0–3 | 0–0 | —   | 2–0    | 2–3 | 0–0    | 6–0 | 1–2 | 6–2 |
| Kids Tâmpa Brașov⁠(d)                       | 3–2 | 0–1 | 1–3 | 0–1 | —      | 0–1 | 2–1    | 0–2 | 1–3 | 0–3 |
| CS Blejoi                                  | 1–4 | 1–4 | 3–2 | 1–2 | 4–2    | —   | 2–0    | 1–4 | 2–1 | 1–2 |
| Cetatea Râșnov⁠(d)                          | 1–2 | 1–1 | 4–2 | 3–1 | 2–0    | 3–2 | —      | 0–0 | 5–1 | 0–1 |
| Târgu Secuiesc                             | 2–3 | 1–3 | 1–0 | 3–0 | 1–0    | 1–3 | 1–4    | —   | 1–4 | 2–1 |
| Astra II Giurgiu                           | 2–2 | 0–1 | 5–1 | 2–1 | 1–2    | 0–2 | 0–1    | 3–0 | —   | 0–0 |
| Odorheiu Secuiesc                          | 2–2 | 1–1 | 0–1 | 2–3 | 5–0    | 1–1 | 3–0    | 0–0 | 1–2 | —   |
| Câștigă gazdele; Remiză; Câștigă oaspeții. |     |     |     |     |        |     |        |     |     |     |

### Clasamentul seriei 5
| Loc | Echipă                   | Pct. | MJ | V  | E | Î  | GM | GP | DG  | Calificare                                                      |
| --- | ------------------------ | ---- | -- | -- | - | -- | -- | -- | --- | --------------------------------------------------------------- |
| 1.  | Corona Brașov (C, O, P)  | 46   | 18 | 14 | 4 | 0  | 41 | 11 | +30 | Calificare în Barajul pentru promovare în Liga a II-a           |
| 2.  | SR Brașov                | 28   | 18 | 7  | 7 | 4  | 36 | 26 | +10 | Calificare în Barajul pentru promovare în Liga a II-a           |
| 3.  | CS Blejoi                | 27   | 18 | 8  | 3 | 7  | 30 | 33 | −3  |                                                                 |
| 4.  | Cetatea Râșnov⁠(d)        | 24   | 18 | 7  | 3 | 8  | 26 | 26 | 0   |                                                                 |
| 5.  | Astra II Giurgiu (E)     | 24   | 18 | 7  | 3 | 8  | 29 | 26 | +3  | Exclusă                                                         |
| 6.  | Târgu Secuiesc           | 24   | 18 | 7  | 3 | 8  | 23 | 34 | −11 |                                                                 |
| 7.  | CSO Plopeni              | 24   | 18 | 7  | 3 | 8  | 26 | 24 | +2  |                                                                 |
| 8.  | Sepsi II                 | 24   | 18 | 7  | 3 | 8  | 30 | 28 | +2  | Posibilă calificare în Barajul pentru menținere în Liga a III-a |
| 9.  | Odorheiu Secuiesc (O)    | 23   | 18 | 6  | 5 | 7  | 26 | 23 | +3  | Calificare în Barajul pentru menținere în Liga a III-a          |
| 10. | Kids Tâmpa Brașov⁠(d) (O) | 9    | 18 | 3  | 0 | 15 | 12 | 48 | −36 | Calificare în Barajul pentru menținere în Liga a III-a          |

1. 1 2 3 4 5  OCR: 17 pct; AST: 15 pct; KSE: 10 pct; PLO: 10 pct; OSK: 5 pct
2. ↑  Astra II Giurgiu s-a retras din Liga a III-a după sfârșitul sezonului, din cauza probemelor finanicare.

## Seria 6

### Rezultatele meciurilor din seria 6
| Oaspeți ► Gazde ▼                          | BAS | Petrolul Potcoava | VED⁠(d) | ACA | FLA | ALX | UCV⁠(d) | PUC⁠(d) | FIL⁠(d) | ROȘ |
| ------------------------------------------ | --- | ----------------- | ------ | --- | --- | --- | ------ | ------ | ------ | --- |
| Unirea Bascov                              | —   | 1–1               | 2–1    | 2–0 | 2–3 | 2–1 | 2–3    | 5–3    | 1–2    | 3–0 |
| Petrolul Potcoava                          | 0–1 | —                 | 0–3    | 3–1 | 2–0 | 0–3 | 2–2    | 0–1    | 2–1    | 0–4 |
| Vedița Colonești⁠(d)                        | 1–1 | 3–1               | —      | 7–0 | 0–0 | 1–0 | 4–2    | 1–0    | 0–0    | 2–0 |
| Academica II Clinceni                      | 0–3 | 1–1               | 2–3    | —   | 2–1 | 1–1 | 2–0    | 0–1    | 1–3    | 0–3 |
| Moreni                                     | 1–1 | 1–1               | 2–3    | 2–0 | —   | 2–2 | 4–2    | 1–3    | 3–1    | 1–1 |
| CSM Alexandria                             | 0–2 | 1–2               | 1–0    | 5–2 | 7–0 | —   | 1–1    | 2–1    | 0–1    | 2–0 |
| CS U Craiova II⁠(d)                         | 1–2 | 2–3               | 0–2    | 6–1 | 1–2 | 2–3 | —      | 2–2    | 0–1    | 0–2 |
| Pucioasa⁠(d)                                | 2–1 | 2–2               | 1–1    | 0–2 | 2–2 | 0–0 | 2–1    | —      | 1–1    | 1–1 |
| CSO Filiași⁠(d)                             | 2–0 | 5–0               | 1–2    | 7–0 | 2–1 | 1–2 | 0–0    | 1–0    | —      | 2–0 |
| Sporting Roșiori                           | 3–1 | 1–0               | 2–1    | 5–1 | 0–0 | 1–1 | 3–2    | 0–2    | 3–2    | —   |
| Câștigă gazdele; Remiză; Câștigă oaspeții. |     |                   |        |     |     |     |        |        |        |     |

### Clasamentul seriei 6
| Loc | Echipă                    | Pct. | MJ | V  | E | Î  | GM | GP | DG  | Calificare                                                      |
| --- | ------------------------- | ---- | -- | -- | - | -- | -- | -- | --- | --------------------------------------------------------------- |
| 1.  | Vedița Colonești⁠(d) (C)   | 37   | 18 | 11 | 4 | 3  | 36 | 16 | +20 | Calificare în Barajul pentru promovare în Liga a II-a           |
| 2.  | CSO Filiași⁠(d)            | 35   | 18 | 11 | 2 | 5  | 35 | 17 | +18 | Calificare în Barajul pentru promovare în Liga a II-a           |
| 3.  | Sporting Roșiori          | 31   | 18 | 9  | 4 | 5  | 28 | 20 | +8  |                                                                 |
| 4.  | Unirea Bascov             | 30   | 18 | 9  | 3 | 6  | 33 | 25 | +8  |                                                                 |
| 5.  | CSM Alexandria            | 30   | 18 | 8  | 6 | 4  | 31 | 17 | +14 |                                                                 |
| 6.  | Pucioasa⁠(d)               | 28   | 18 | 7  | 7 | 4  | 26 | 21 | +5  |                                                                 |
| 7.  | Moreni                    | 22   | 18 | 5  | 7 | 6  | 25 | 31 | −6  |                                                                 |
| 8.  | Petrolul Potcoava         | 18   | 18 | 4  | 6 | 8  | 18 | 32 | −14 | Posibilă calificare în Barajul pentru menținere în Liga a III-a |
| 9.  | CS U Craiova II⁠(d)        | 9    | 18 | 2  | 3 | 13 | 28 | 40 | −12 | Salvată de la retrogradare                                      |
| 10. | Academica II Clinceni (O) | 8    | 18 | 2  | 2 | 14 | 14 | 55 | −41 | Calificare în Barajul pentru menținere în Liga a III-a          |

1. 1 2  BAS 2-1 ALX; ALX 0-2 BAS
2. ↑  Universitatea II Craiova a fost salvată de la retrogradare datorită locurilor vacante care au fost disponibile.

## Seria 7

### Rezultatele meciurilor din seria 7
| Oaspeți ► Gazde ▼                          | DEV | MĂG⁠(d) | JIU | MIN⁠(d) | GAZ | HER | ȘEL | HOR⁠(d) | Viitorul Dăești | GIL⁠(d) |
| ------------------------------------------ | --- | ------ | --- | ------ | --- | --- | --- | ------ | --------------- | ------ |
| CSM Deva                                   | —   | 3–0    | 2–0 | 3–0    | 3–1 | 2–1 | 1–2 | 1–1    | 1–2             | 1–0    |
| Măgura Cisnădie⁠(d)                         | 2–0 | —      | 0–0 | 0–1    | 2–2 | 2–1 | 0–1 | 1–0    | 4–2             | 2–2    |
| Jiul Petroșani                             | 3–1 | 0–1    | —   | 2–1    | 0–0 | 2–0 | 0–1 | 2–2    | 2–2             | 2–1    |
| Minerul Costeşti⁠(d)                        | 0–1 | 0–8    | 2–2 | —      | 1–1 | 2–4 | 0–2 | 2–2    | 0–2             | 1–2    |
| Gaz Metan II                               | 3–2 | 0–1    | 7–1 | 1–1    | —   | 2–0 | 1–1 | 0–4    | 3–2             | 6–0    |
| Hermannstadt II                            | 1–1 | 0–1    | 1–1 | 4–3    | 0–1 | —   | 0–4 | 4–2    | 2–3             | 3–1    |
| Viitorul Șelimbăr                          | 1–1 | 3–1    | 1–0 | 7–0    | 1–0 | 1–0 | —   | 3–0    | 2–0             | 3–2    |
| Horezu⁠(d)                                  | 3–3 | 0–3    | 3–0 | 5–1    | 1–3 | 8–0 | 1–3 | —      | 3–1             | 3–3    |
| Viitorul Dăești                            | 0–0 | 0–1    | 4–1 | 4–1    | 2–1 | 3–2 | 1–3 | 4–0    | —               | 1–1    |
| Gilortul Cărbunești⁠(d)                     | 3–1 | 4–0    | 0–0 | 1–0    | 2–1 | 0–0 | 0–4 | 2–1    | 5–2             | —      |
| Câștigă gazdele; Remiză; Câștigă oaspeții. |     |        |     |        |     |     |     |        |                 |        |

### Clasamentul seriei 7
| Loc | Echipă                      | Pct. | MJ | V  | E | Î  | GM | GP | DG  | Calificare                                                      |
| --- | --------------------------- | ---- | -- | -- | - | -- | -- | -- | --- | --------------------------------------------------------------- |
| 1.  | Viitorul Șelimbăr (C, O, P) | 50   | 18 | 16 | 2 | 0  | 43 | 8  | +35 | Calificare în Barajul pentru promovare în Liga a II-a           |
| 2.  | Măgura Cisnădie⁠(d)          | 33   | 18 | 10 | 3 | 5  | 29 | 19 | +10 | Exclusă                                                         |
| 3.  | Viitorul Dăești             | 27   | 18 | 8  | 3 | 7  | 35 | 32 | +3  |                                                                 |
| 4.  | Gaz Metan II                | 26   | 18 | 7  | 5 | 6  | 33 | 24 | +9  | Exclusă                                                         |
| 5.  | CSM Deva                    | 26   | 18 | 7  | 5 | 6  | 27 | 23 | +4  |                                                                 |
| 6.  | Gilortul Cărbunești⁠(d)      | 26   | 18 | 7  | 5 | 6  | 29 | 31 | −2  |                                                                 |
| 7.  | Horezu⁠(d)                   | 20   | 18 | 5  | 5 | 8  | 39 | 36 | +3  |                                                                 |
| 8.  | Jiul Petroșani              | 19   | 18 | 4  | 7 | 7  | 18 | 29 | −11 | Posibilă calificare în Barajul pentru menținere în Liga a III-a |
| 9.  | Hermannstadt II (R)         | 15   | 18 | 4  | 3 | 11 | 23 | 39 | −16 | Salvată de la retrogradare                                      |
| 10. | Minerul Costeşti⁠(d) (R)     | 7    | 18 | 1  | 4 | 13 | 16 | 51 | −35 | Salvată de la retrogradare                                      |

1. ↑  Măgura Cisnădie s-a retras din Liga a III-a după ce a pierdut barajul de promovare.
2. ↑  Gaz Metan II Mediaș s-a retras din Liga a III-a în timpul pauzei de vară.
3. 1 2 3  GAZ: 6 pct (+5 GA) DEV: 6 pct (0 GA); GIL: 6 pct (-4 GA)

## Seria 8

### Rezultatele meciurilor din seria 8
| Oaspeți ► Gazde ▼                          | CRI⁠(d) | Avântul Periam | Progresul Ezeriș | Șoimii Lipova | PRO | DUM | GHI | GLT⁠(d) | FOR⁠(d) | ACS |
| ------------------------------------------ | ------ | -------------- | ---------------- | ------------- | --- | --- | --- | ------ | ------ | --- |
| Crișul Chișineu Criș⁠(d)                    | —      | 2–1            | 0–3              | 1–1           | 1–1 | 2–1 | 2–1 | 2–0    | 8–2    | 1–0 |
| Avântul Periam                             | 1–4    | —              | 1–1              | 1–1           | 1–2 | 1–1 | 1–1 | 1–1    | 4–1    | 1–1 |
| Progresul Ezeriș                           | 0–3    | 0–2            | —                | 0–3           | 0–0 | 0–5 | 0–2 | 2–3    | 3–0    | 0–0 |
| Șoimii Lipova                              | 1–1    | 0–1            | 2–1              | —             | 1–0 | 1–0 | 1–1 | 3–1    | 7–0    | 2–1 |
| Progresul Pecica                           | 1–1    | 2–0            | 2–0              | 0–1           | —   | 0–1 | 1–0 | 0–1    | 2–0    | 0–2 |
| Dumbrăvița                                 | 2–1    | 0–1            | 2–0              | 1–2           | 2–1 | —   | 0–1 | 9–1    | 3–0    | 0–1 |
| Ghiroda/Giarmata Vii                       | 2–2    | 4–1            | 4–3              | 1–2           | 2–6 | 1–0 | —   | 0–1    | 2–0    | 0–2 |
| Gloria LT Cermei⁠(d)                        | 0–0    | 0–2            | 1–2              | 1–1           | 1–3 | 2–3 | 0–1 | —      | 3–0    | 1–0 |
| Becicherecu Mic⁠(d)                         | 0–8    | 0–2            | 0–2              | 1–7           | 3–5 | 1–3 | 0–0 | 1–2    | —      | 0–1 |
| ACS Poli                                   | 0–2    | 7–0            | 2–0              | 0–1           | 0–3 | 0–2 | 1–4 | 2–1    | 3–2    | —   |
| Câștigă gazdele; Remiză; Câștigă oaspeții. |        |                |                  |               |     |     |     |        |        |     |

### Clasamentul seriei 8
| Loc | Echipă                  | Pct. | MJ | V  | E | Î  | GM | GP | DG  | Calificare                                                      |
| --- | ----------------------- | ---- | -- | -- | - | -- | -- | -- | --- | --------------------------------------------------------------- |
| 1.  | Șoimii Lipova (C)       | 41   | 18 | 12 | 5 | 1  | 37 | 12 | +25 | Calificare în Barajul pentru promovare în Liga a II-a           |
| 2.  | Crișul Chișineu Criș⁠(d) | 36   | 18 | 10 | 6 | 2  | 41 | 17 | +24 | Calificare în Barajul pentru promovare în Liga a II-a           |
| 3.  | Dumbrăvița              | 31   | 18 | 10 | 1 | 7  | 35 | 16 | +19 |                                                                 |
| 4.  | Progresul Pecica        | 30   | 18 | 9  | 3 | 6  | 29 | 17 | +12 |                                                                 |
| 5.  | Ghiroda/Giarmata Vii    | 28   | 18 | 8  | 4 | 6  | 27 | 23 | +4  |                                                                 |
| 6.  | ACS Poli                | 26   | 18 | 8  | 2 | 8  | 23 | 20 | +3  |                                                                 |
| 7.  | Avântul Periam          | 24   | 18 | 6  | 6 | 6  | 22 | 28 | −6  |                                                                 |
| 8.  | Gloria LT Cermei⁠(d)     | 21   | 18 | 6  | 3 | 9  | 20 | 32 | −12 | Posibilă calificare în Barajul pentru menținere în Liga a III-a |
| 9.  | Progresul Ezeriș (O)    | 15   | 18 | 4  | 3 | 11 | 17 | 32 | −15 | Calificare în Barajul pentru menținere în Liga a III-a          |
| 10. | Becicherecu Mic⁠(d) (R)  | 1    | 18 | 0  | 1 | 17 | 11 | 65 | −54 | Calificare în Barajul pentru menținere în Liga a III-a          |

## Seria 9

### Rezultatele meciurilor din seria 9
| Oaspeți ► Gazde ▼                          | UDJ | UNG | OCN | CUG | HUN | AVÂ | SAT | SSP | UNI | IND⁠(d) |
| ------------------------------------------ | --- | --- | --- | --- | --- | --- | --- | --- | --- | ------ |
| Unirea Dej                                 | —   | 2–1 | 3–1 | 1–0 | 2–1 | 3–3 | 3–1 | 3–3 | 3–1 | 2–0    |
| Unirea Ungheni                             | 1–3 | —   | 2–1 | 1–0 | 2–1 | 1–2 | 0–3 | 2–1 | 2–3 | 2–0    |
| CS Ocna Mureș                              | 1–3 | 1–0 | —   | 1–5 | 2–1 | 1–4 | 0–2 | 2–2 | 2–1 | 3–0    |
| CSO Cugir                                  | 1–0 | 1–0 | 2–0 | —   | 0–1 | 4–1 | 2–1 | 3–3 | 1–0 | 2–0    |
| Corvinul                                   | 2–4 | 0–0 | 1–0 | 3–3 | —   | 1–0 | 0–1 | 1–1 | 1–1 | 2–1    |
| Avântul Reghin                             | 1–2 | 5–0 | 5–4 | 1–2 | 2–1 | —   | 0–0 | 1–2 | 0–0 | 0–0    |
| Arieșul Turda                              | 2–1 | 3–3 | 4–1 | 0–1 | 0–0 | 1–2 | —   | 1–2 | 3–3 | 3–1    |
| Sănătatea Cluj                             | 0–3 | 1–4 | 1–0 | 0–1 | 2–1 | 1–2 | 3–3 | —   | 1–3 | 3–4    |
| Unirea Alba Iulia                          | 3–1 | 2–3 | 2–1 | 1–4 | 0–1 | 1–4 | 2–1 | 1–1 | —   | 0–0    |
| Industria Galda⁠(d)                         | 0–3 | 0–0 | 1–3 | 1–4 | 0–1 | 1–3 | 1–3 | 1–2 | 1–2 | —      |
| Câștigă gazdele; Remiză; Câștigă oaspeții. |     |     |     |     |     |     |     |     |     |        |

### Clasamentul seriei 9
| Loc | Echipă                 | Pct. | MJ | V  | E | Î  | GM | GP | DG  | Calificare                                                      |
| --- | ---------------------- | ---- | -- | -- | - | -- | -- | -- | --- | --------------------------------------------------------------- |
| 1.  | CSO Cugir (C)          | 41   | 18 | 13 | 2 | 3  | 36 | 15 | +21 | Calificare în Barajul pentru promovare în Liga a II-a           |
| 2.  | Unirea Dej (O, P)      | 41   | 18 | 13 | 2 | 3  | 42 | 22 | +20 | Calificare în Barajul pentru promovare în Liga a II-a           |
| 3.  | Avântul Reghin         | 31   | 18 | 9  | 4 | 5  | 36 | 25 | +11 |                                                                 |
| 4.  | Arieșul Turda          | 26   | 18 | 7  | 5 | 6  | 32 | 25 | +7  |                                                                 |
| 5.  | Unirea Ungheni         | 24   | 18 | 7  | 3 | 8  | 24 | 29 | −5  |                                                                 |
| 6.  | Corvinul               | 23   | 18 | 6  | 5 | 7  | 19 | 21 | −2  |                                                                 |
| 7.  | Unirea Alba Iulia      | 23   | 18 | 6  | 5 | 7  | 26 | 30 | −4  |                                                                 |
| 8.  | Sănătatea Cluj         | 21   | 18 | 5  | 6 | 7  | 29 | 36 | −7  | Posibilă calificare în Barajul pentru menținere în Liga a III-a |
| 9.  | CS Ocna Mureș (O)      | 16   | 18 | 5  | 1 | 12 | 24 | 39 | −15 | Calificare în Barajul pentru menținere în Liga a III-a          |
| 10. | Industria Galda⁠(d) (R) | 6    | 18 | 1  | 3 | 14 | 12 | 38 | −26 | Calificare în Barajul pentru menținere în Liga a III-a          |

1. 1 2  CUG 1-0 UDJ; UDJ 1-0 CUG. Departajarea se face la Diferență de goluriul general: CUG +21; UDJ +20
2. 1 2  HUN 1-1 UNI; UNI 0-1 HUN

## Seria 10

### Rezultatele meciurilor din seria 10
| Oaspeți ► Gazde ▼                          | SOM⁠(d) | STM | PRO⁠(d) | SIL | CAO | MIN | LUC | CSC⁠(d) | GLO | ZAL⁠(d) |
| ------------------------------------------ | ------ | --- | ------ | --- | --- | --- | --- | ------ | --- | ------ |
| Someșul Dej⁠(d)                             | —      | 5–0 | 2–0    | 2–3 | 2–0 | 0–2 | 2–0 | 4–2    | 1–2 | 2–1    |
| CSM Satu Mare                              | 0–1    | —   | 4–1    | 2–0 | 1–0 | 1–1 | 5–0 | 0–1    | 4–2 | 3–3    |
| Progresul Șomcuta Mare⁠(d)                  | 0–0    | 1–1 | —      | 4–1 | 2–4 | 1–3 | 4–2 | 1–1    | 5–2 | 1–2    |
| Șimleu Silvaniei                           | 3–2    | 2–1 | 2–1    | —   | 1–1 | 0–0 | 2–1 | 2–2    | 1–1 | 1–0    |
| CA Oradea                                  | 1–0    | 3–0 | 8–1    | 4–0 | —   | 2–1 | 0–1 | 1–0    | 2–3 | 1–1    |
| Minaur Baia Mare                           | 3–2    | 4–0 | 0–2    | 4–2 | 4–1 | —   | 5–1 | 4–1    | 2–1 | 2–1    |
| Luceafărul Oradea                          | 2–3    | 3–0 | 0–3    | 1–3 | 0–1 | 0–1 | —   | 2–2    | 0–0 | 1–4    |
| CSC Sânmartin⁠(d)                           | 2–1    | 2–2 | 3–1    | 1–1 | 1–0 | 4–2 | 2–1 | —      | 0–1 | 1–2    |
| 1. FC Gloria Bistrița                      | 5–3    | 2–1 | 0–0    | 3–1 | 1–1 | 0–0 | 2–0 | 2–0    | —   | 0–4    |
| SCM Zalău⁠(d)                               | 1–0    | 2–1 | 4–0    | 4–2 | 3–0 | 3–3 | 1–0 | 0–3    | 2–1 | —      |
| Câștigă gazdele; Remiză; Câștigă oaspeții. |        |     |        |     |     |     |     |        |     |        |

### Clasamentul seriei 10
| Loc | Echipă                        | Pct. | MJ | V  | E | Î  | GM | GP | DG  | Calificare                                                      |
| --- | ----------------------------- | ---- | -- | -- | - | -- | -- | -- | --- | --------------------------------------------------------------- |
| 1.  | Minaur Baia Mare (C)          | 37   | 18 | 11 | 4 | 3  | 41 | 22 | +19 | Calificare în Barajul pentru promovare în Liga a II-a           |
| 2.  | SCM Zalău⁠(d)                  | 36   | 18 | 11 | 3 | 4  | 38 | 22 | +16 | Calificare în Barajul pentru promovare în Liga a II-a           |
| 3.  | 1. FC Gloria Bistrița         | 29   | 18 | 8  | 5 | 5  | 28 | 27 | +1  |                                                                 |
| 4.  | CA Oradea                     | 27   | 18 | 8  | 3 | 7  | 30 | 22 | +8  |                                                                 |
| 5.  | CSC Sânmartin⁠(d)              | 26   | 18 | 7  | 5 | 6  | 28 | 27 | +1  |                                                                 |
| 6.  | Șimleu Silvaniei              | 26   | 18 | 7  | 5 | 6  | 27 | 34 | −7  |                                                                 |
| 7.  | Someșul Dej⁠(d)                | 25   | 18 | 8  | 1 | 9  | 32 | 27 | +5  |                                                                 |
| 8.  | CSM Satu Mare                 | 19   | 18 | 5  | 4 | 9  | 26 | 33 | −7  | Posibilă calificare în Barajul pentru menținere în Liga a III-a |
| 9.  | Progresul Șomcuta Mare⁠(d) (O) | 19   | 18 | 5  | 4 | 9  | 28 | 39 | −11 | Calificare în Barajul pentru menținere în Liga a III-a          |
| 10. | Luceafărul Oradea (O)         | 8    | 18 | 2  | 2 | 14 | 15 | 40 | −25 | Calificare în Barajul pentru menținere în Liga a III-a          |

1. 1 2  CSC 1-1 SIL; SIL 2-2 CSC
2. 1 2  STM 4-1 PRO; PRO 1-1 STM

## Clasamentul echipelor de pe locul 8
La sfârșitul sezonului, a fost realizat un clasament special între locurile 8 din cele 10 serii. Ultima echipă din acest clasament joacă un baraj de menținere în Liga a III-a. În acest clasament, echipele de pe locul 8 sunt incluse fără punctele obținute împotriva echipelor care au obținut mai puține puncte decât ele în seria lor.
| Loc | Echipă              | Pct. | MJ | V | E | Î  | GM | GP | DG  | Calificare                                             |
| --- | ------------------- | ---- | -- | - | - | -- | -- | -- | --- | ------------------------------------------------------ |
| 1.  | Sănătatea Cluj      | 14   | 14 | 3 | 5 | 6  | 21 | 29 | −8  |                                                        |
| 2.  | Sepsi II            | 12   | 14 | 3 | 3 | 8  | 18 | 24 | −6  |                                                        |
| 3.  | CSM Satu Mare       | 12   | 14 | 3 | 3 | 8  | 16 | 28 | −12 |                                                        |
| 4.  | Gloria LT Cermei⁠(d) | 12   | 14 | 3 | 3 | 8  | 11 | 27 | −16 |                                                        |
| 5.  | Jiul Petroșani      | 11   | 14 | 2 | 5 | 7  | 11 | 25 | −14 |                                                        |
| 6.  | Sporting Vaslui⁠(d)  | 10   | 14 | 3 | 1 | 10 | 11 | 27 | −16 |                                                        |
| 7.  | Petrolul Potcoava   | 10   | 14 | 2 | 4 | 8  | 9  | 26 | −17 |                                                        |
| 8.  | Gloria Albești⁠(d)   | 10   | 14 | 3 | 1 | 10 | 14 | 35 | −21 |                                                        |
| 9.  | Rapid II            | 8    | 14 | 2 | 2 | 10 | 11 | 26 | −15 |                                                        |
| 10. | Avântul Mărului     | 7    | 14 | 2 | 1 | 11 | 7  | 32 | −25 | Calificare în Barajul pentru menținere în Liga a III-a |

## Barajele de promovare în Liga a II-a
Pentru promovarea în Liga a II-a 2021-2022, echipele de pe primele două locuri din fiecare serie au trebuit să dispute două baraje, ambele în dublă-manșă (tur-retur). Meciurile tur din primul baraj au avut loc pe 8 mai 2021, iar returul pe 15 mai. Turul din cel de-al doilea baraj a avut loc pe 22 mai, iar returul pe 29 mai.
|  | Barajul 1               | Barajul 1         | Barajul 1 |   |                      | Barajul 2 | Barajul 2 | Barajul 2 |  |  |  |  |  |  |  |  |  |  |
|  |                         |                   |           |   |                      |           |           |           |  |  |  |  |  |  |  |  |  |  |
|  | Oțelul                  | 3                 | 0         |   |                      |           |           |           |  |  |  |  |  |  |  |  |  |  |
|  | Foresta Suceava         | 0                 | 0         |   |                      |           |           |           |  |  |  |  |  |  |  |  |  |  |
|  | Foresta Suceava         | 0                 | 0         |   | Oțelul               | 1         | 0         |           |  |  |  |  |  |  |  |  |  |  |
|  |                         |                   |           |   | Oțelul               | 1         | 0         |           |  |  |  |  |  |  |  |  |  |  |
|  |                         | Dacia U Brăila    | 1         | 1 |                      |           |           |           |  |  |  |  |  |  |  |  |  |  |
|  | Bucovina Rădăuți        | Dacia U Brăila    | 1         | 1 | 2                    | 0         |           |           |  |  |  |  |  |  |  |  |  |  |
|  | Bucovina Rădăuți        |                   |           |   | 2                    | 0         |           |           |  |  |  |  |  |  |  |  |  |  |
|  | Dacia U Brăila          | 0                 | 4         |   |                      |           |           |           |  |  |  |  |  |  |  |  |  |  |
|  | Dacia U Brăila          | 0                 | 4         |   |                      |           |           |           |  |  |  |  |  |  |  |  |  |  |
|  |                         |                   |           |   |                      |           |           |           |  |  |  |  |  |  |  |  |  |  |
|  | Mostiștea Ulmu⁠(d)       | 0                 | 0         |   |                      |           |           |           |  |  |  |  |  |  |  |  |  |  |
|  | CSA Steaua București    | 2                 | 2         |   |                      |           |           |           |  |  |  |  |  |  |  |  |  |  |
|  | CSA Steaua București    | 2                 | 2         |   | CSA Steaua București | 2         | 2         |           |  |  |  |  |  |  |  |  |  |  |
|  |                         |                   |           |   | CSA Steaua București | 2         | 2         |           |  |  |  |  |  |  |  |  |  |  |
|  |                         | Afumați           | 0         | 1 |                      |           |           |           |  |  |  |  |  |  |  |  |  |  |
|  | Afumați                 | Afumați           | 0         | 1 | 0                    | 4         |           |           |  |  |  |  |  |  |  |  |  |  |
|  | Afumați                 |                   |           |   | 0                    | 4         |           |           |  |  |  |  |  |  |  |  |  |  |
|  | FCSB II                 | 1                 | 1         |   |                      |           |           |           |  |  |  |  |  |  |  |  |  |  |
|  | FCSB II                 | 1                 | 1         |   |                      |           |           |           |  |  |  |  |  |  |  |  |  |  |
|  |                         |                   |           |   |                      |           |           |           |  |  |  |  |  |  |  |  |  |  |
|  | SR Brașov               | 0                 | 1         |   |                      |           |           |           |  |  |  |  |  |  |  |  |  |  |
|  | Vedița Colonești⁠(d)     | 1                 | 1         |   |                      |           |           |           |  |  |  |  |  |  |  |  |  |  |
|  | Vedița Colonești⁠(d)     | 1                 | 1         |   | Vedița Colonești⁠(d)  | 1         | 0         |           |  |  |  |  |  |  |  |  |  |  |
|  |                         |                   |           |   | Vedița Colonești⁠(d)  | 1         | 0         |           |  |  |  |  |  |  |  |  |  |  |
|  |                         | Corona Brașov     | 2         | 1 |                      |           |           |           |  |  |  |  |  |  |  |  |  |  |
|  | Corona Brașov           | Corona Brașov     | 2         | 1 | 1                    | 3         |           |           |  |  |  |  |  |  |  |  |  |  |
|  | Corona Brașov           |                   |           |   | 1                    | 3         |           |           |  |  |  |  |  |  |  |  |  |  |
|  | CSO Filiași⁠(d)          | 0                 | 0         |   |                      |           |           |           |  |  |  |  |  |  |  |  |  |  |
|  | CSO Filiași⁠(d)          | 0                 | 0         |   |                      |           |           |           |  |  |  |  |  |  |  |  |  |  |
|  |                         |                   |           |   |                      |           |           |           |  |  |  |  |  |  |  |  |  |  |
|  | Măgura Cisnădie⁠(d)      | 2                 | 1         |   |                      |           |           |           |  |  |  |  |  |  |  |  |  |  |
|  | Șoimii Lipova           | 1                 | 1         |   |                      |           |           |           |  |  |  |  |  |  |  |  |  |  |
|  | Șoimii Lipova           | 1                 | 1         |   | Măgura Cisnădie⁠(d)   | 0         | 1         |           |  |  |  |  |  |  |  |  |  |  |
|  |                         |                   |           |   | Măgura Cisnădie⁠(d)   | 0         | 1         |           |  |  |  |  |  |  |  |  |  |  |
|  |                         | Viitorul Șelimbăr | 2         | 1 |                      |           |           |           |  |  |  |  |  |  |  |  |  |  |
|  | Crișul Chișineu Criș⁠(d) | Viitorul Șelimbăr | 2         | 1 | 0                    | 2         |           |           |  |  |  |  |  |  |  |  |  |  |
|  | Crișul Chișineu Criș⁠(d) |                   |           |   | 0                    | 2         |           |           |  |  |  |  |  |  |  |  |  |  |
|  | Viitorul Șelimbăr       | 2                 | 2         |   |                      |           |           |           |  |  |  |  |  |  |  |  |  |  |
|  | Viitorul Șelimbăr       | 2                 | 2         |   |                      |           |           |           |  |  |  |  |  |  |  |  |  |  |
|  |                         |                   |           |   |                      |           |           |           |  |  |  |  |  |  |  |  |  |  |
|  | Minaur Baia Mare        | 0                 | 1         |   |                      |           |           |           |  |  |  |  |  |  |  |  |  |  |
|  | Unirea Dej              | 0                 | 3         |   |                      |           |           |           |  |  |  |  |  |  |  |  |  |  |
|  | Unirea Dej              | 0                 | 3         |   | Unirea Dej (a)       | 0         | 1         |           |  |  |  |  |  |  |  |  |  |  |
|  |                         |                   |           |   | Unirea Dej (a)       | 0         | 1         |           |  |  |  |  |  |  |  |  |  |  |
|  |                         | SCM Zalău⁠(d)      | 0         | 1 |                      |           |           |           |  |  |  |  |  |  |  |  |  |  |
|  | SCM Zalău⁠(d)            | SCM Zalău⁠(d)      | 0         | 1 | 3                    | 2         |           |           |  |  |  |  |  |  |  |  |  |  |
|  | SCM Zalău⁠(d)            |                   |           |   | 3                    | 2         |           |           |  |  |  |  |  |  |  |  |  |  |
|  | CSO Cugir               | 0                 | 0         |   |                      |           |           |           |  |  |  |  |  |  |  |  |  |  |

Sursa: FRF

### Barajul 1

#### Manșa tur
| 7 mai 2021         | Corona Brașov | 1–0    | CSO Filiași⁠(d) | Brașov                                                                   |  |
| 18:00 EEST (UTC+3) | Cristescu 73' | Raport |                | Stadion: Silviu Ploeșteanu Spectatori: 0 Arbitru: Robert Avram (Pitești) |  |

| 8 mai 2021         | Mostiștea Ulmu⁠(d) | 0–2    | CSA Steaua București               | București                                                     |  |
| 11:30 EEST (UTC+3) |                   | Raport | Acasandrei 10' Pacionel 47' (pen.) | Stadion: Voința Spectatori: 0 Arbitru: Eduard Ioniță (Galați) |  |

| 8 mai 2021         | SR Brașov | 0–1    | Vedița Colonești⁠(d) | Brașov                                                                          |  |
| 14:00 EEST (UTC+3) |           | Raport | Ruță 74' (pen.)     | Stadion: Silviu Ploeșteanu Spectatori: 0 Arbitru: Bogdan Dumitrache (București) |  |

| 8 mai 2021         | Bucovina Rădăuți        | 2–0    | Dacia U Brăila | Rădăuți                                                           |  |
| 18:00 EEST (UTC+3) | Florescu 23' Stoian 31' | Raport |                | Stadion: Municipal Spectatori: 0 Arbitru: Sergiu Mavriche (Bacău) |  |

| 8 mai 2021         | Oțelul                                 | 3–0    | Foresta Suceava | Galați                                                   |  |
| 18:00 EEST (UTC+3) | Neagu 57' Cârjan 64' Stoian 67' (pen.) | Raport |                 | Stadion: Oțelul Spectatori: 0 Arbitru: Vlad Baban (Iași) |  |

| 8 mai 2021         | Crișul Chișineu Criș⁠(d) | 0–2    | Viitorul Șelimbăr    | Chișineu-Criș                                                     |  |
| 18:00 EEST (UTC+3) |                         | Raport | A. Roșu 56' Vișa 84' | Stadion: Crișul Spectatori: 0 Arbitru: Sorin Vădana (Cluj-Napoca) |  |

| 8 mai 2021         | Măgura Cisnădie⁠(d)       | 2–1    | Șoimii Lipova | Cisnădie                                                              |  |
| 18:00 EEST (UTC+3) | Bărculeț 32' Al. Ban 65' | Raport | Salhi 68'     | Stadion: Măgura Spectatori: 0 Arbitru: Cristian Georgescu (București) |  |

| 8 mai 2021         | SCM Zalău⁠(d)          | 3–0 (La masa verde) | CSO Cugir | Zalău                                                               |  |
| 18:00 EEST (UTC+3) | Stanciu 39' Forna 48' | Raport              |           | Stadion: Municipal Spectatori: 0 Arbitru: Ovidiu Mazilu (Satu Mare) |  |

| 8 mai 2021         | Minaur Baia Mare | 0–0    | Unirea Dej | Baia Mare                                                                |  |
| 18:00 EEST (UTC+3) |                  | Raport |            | Stadion: Viorel Mateianu Spectatori: 0 Arbitru: George Roman (Timișoara) |  |

| 9 mai 2021         | Afumați | 0–1    | FCSB II      | Afumați                                                        |  |
| 11:45 EEST (UTC+3) |         | Raport | Al. Stan 35' | Stadion: Comunal Spectatori: 0 Arbitru: George Găman (Craiova) |  |

#### Manșa retur
| 15 mai 2021        | CSA Steaua București                | 2–0 | Mostiștea Ulmu⁠(d) | București                                                            |  |
| 11:30 EEST (UTC+3) | Pacionel 66' (pen.) Mihalache 90+4' |     |                   | Stadion: Steaua 5 Spectatori: 0 Arbitru: Florin Andrei (Târgu Mureș) |  |

| 15 mai 2021        | Dacia U Brăila                                        | 4–0    | Bucovina Rădăuți | Însurăței                                                           |  |
| 17:30 EEST (UTC+3) | Stănescu 59' V. Robu 75' Apostolache 84' P. Petre 87' | Raport |                  | Stadion: Orășenesc Spectatori: 0 Arbitru: Claudiu Marcu (Constanța) |  |

| 15 mai 2021        | Foresta Suceava | 0–0    | Oțelul | Suceava                                                             |  |
| 17:30 EEST (UTC+3) |                 | Raport |        | Stadion: Areni Spectatori: 0 Arbitru: Bogdan Dumitrache (București) |  |

| 15 mai 2021        | CSO Filiași⁠(d) | 0–4    | Corona Brașov                                    | Filiași                                                           |  |
| 17:30 EEST (UTC+3) |                | Raport | Linguraru 71' Drăgoi 76' Nicolau 82' Aszalos 89' | Stadion: Orășenesc Spectatori: 0 Arbitru: Sorin Costreie (Buftea) |  |

| 15 mai 2021        | Vedița Colonești⁠(d) | 1–1    | SR Brașov | Colonești                                                             |  |
| 17:30 EEST (UTC+3) | Dalu 72'            | Raport | Savu 5'   | Stadion: Mircea Stan Spectatori: 0 Arbitru: Adrian Illyeș (București) |  |

| 15 mai 2021        | Viitorul Șelimbăr      | 2–2    | Crișul Chișineu Criș⁠(d)     | Avrig                                                                 |  |
| 17:30 EEST (UTC+3) | Monea 21' Cîrstean 27' | Raport | Budur 40' Suslak 70' (pen.) | Stadion: Orășenesc Spectatori: 0 Arbitru: Cristian Codrea (Baia Mare) |  |

| 15 mai 2021        | Șoimii Lipova | 1–1    | Măgura Cisnădie⁠(d) | Arad                                                                     |  |
| 17:30 EEST (UTC+3) | Filimon 35'   | Raport | Condrea 67'        | Stadion: Sânnicolau Mic Spectatori: 0 Arbitru: Andrei Moroiță (Ploiești) |  |

| 15 mai 2021        | CSO Cugir | 0–2    | SCM Zalău⁠(d)            | Cugir                                                              |  |
| 17:30 EEST (UTC+3) |           | Raport | Stanciu 42' Sg. Pop 44' | Stadion: Arena Cugir Spectatori: 0 Arbitru: Mircea Ardelean (Arad) |  |

| 15 mai 2021        | Unirea Dej                               | 3–1    | Minaur Baia Mare | Dej                                                            |  |
| 17:30 EEST (UTC+3) | Serediuc 32' Al. Blaj 54' Frăsineanu 88' | Raport | Hațiegan 44'     | Stadion: Unirea Spectatori: 0 Arbitru: Szabolcs Kovács (Carei) |  |

| 16 mai 2021        | FCSB II       | 1–4    | Afumați                                   | București                                                      |  |
| 11:30 EEST (UTC+3) | Chirițoiu 74' | Raport | Stângă 14' (pen.) Tudorache 37', 52', 55' | Stadion: ARCOM Spectatori: 0 Arbitru: Viorel Flueran (Craiova) |  |

### Barajul 2

#### Manșa tur
| 22 mai 2021 | Oțelul      | 1–1    | Dacia U Brăila | Galați                                                            |  |
|             | Răducan 37' | Raport | Neagu 49'      | Stadion: Oțelul Spectatori: 1.000 Arbitru: Robert Avram (Pitești) |  |

| 22 mai 2021 | CSA Steaua București         | 2–0    | Afumați | București                                                            |  |
|             | Al. Zaharia 6' Chipirliu 28' | Raport |         | Stadion: Steaua 5 Spectatori: 500 Arbitru: Marcel Bîrsan (București) |  |

| 22 mai 2021 | Vedița Colonești⁠(d) | 1–2    | Corona Brașov                 | Colonești                                                               |  |
|             | Dalu 90+3' (pen.)   | Raport | Cîrstian 25' Boția 68' (pen.) | Stadion: Mircea Stan Spectatori: 100 Arbitru: Claudiu Marcu (Constanța) |  |

| 22 mai 2021 | Măgura Cisnădie⁠(d) | 0–2    | Viitorul Șelimbăr     | Cisnădie                                                            |  |
|             |                    | Raport | Cîrstean 68' Roșu 70' | Stadion: Măgura Spectatori: 1.000 Arbitru: Vladimir Nagy (Măhăceni) |  |

| 22 mai 2021 | Unirea Dej | 0–0    | SCM Zalău⁠(d) | Dej                                                                  |  |
|             |            | Raport |              | Stadion: Unirea Spectatori: 1.500 Arbitru: Andrei Moroiță (Ploiești) |  |

#### Manșa retur
| 29 mai 2021 | Corona Brașov | 1–0    | Vedița Colonești⁠(d) | Brașov                                                      |  |
|             | Roșu 73'      | Raport |                     | Stadion: Silviu Ploeșteanu Arbitru: Szabolcs Kovács (Carei) |  |

| 29 mai 2021 | Viitorul Șelimbăr | 1–1    | Măgura Cisnădie⁠(d) | Avrig                                                |  |
|             | Curtean 5'        | Raport | 15' Stelea         | Stadion: Orășenesc Arbitru: Viorel Flueran (Craiova) |  |

| 29 mai 2021 | SCM Zalău⁠(d) | 1–1    | Unirea Dej     | Zalău                                                 |  |
|             | Onicaș 60'   | Raport | 90+6' Cătinean | Stadion: Municipal Arbitru: Rareș Vidican (Satu Mare) |  |

| 30 mai 2021 | Dacia U Brăila | 1–0    | Oțelul | Însurăței                                        |  |
|             | Ioniță 86'     | Raport |        | Stadion: Orășenesc Arbitru: Ionuț Coza (Cernica) |  |

| 30 mai 2021 | Afumați                   | 1–2    | CSA Steaua București            | Afumați                                             |  |
|             | Popa 45' · Stîngă 26' 77' | Raport | 3' Călințaru 90' (pen) Pacionel | Stadion: Comunal Arbitru: Iulian Călin (Ștefănești) |  |

## Barajele de promovare/menținere în Liga a III-a
Miercuri, 7 aprilie 2021, printr-o decizie a Comitetului de Urgență al Federației Române de Fotbal, s-a stabilit modul de desfășurare a jocurilor de baraj pentru menținerea/promovarea în Liga a III-a, sezonul 2021-2022. Menținerea/promovarea în următorul sezon s-a desfășurat în două etape.

### Etapa I
În primul baraj, etapa I, care a avut loc în data de 12 mai 2021, într-o singură manșă, pe teren neutru, la aproximativ jumătatea distanței dintre adversare, s-au întâlnit campioane județene.
| Echipa 1            | Scor               | Echipa 2                   |
| ------------------- | ------------------ | -------------------------- |
| Viitorul Cluj⁠(d) CJ | 2 – 2 (3 – 4 l.d.) | BC Dinamo Bacău⁠(d)         |
| FC Avrig⁠(d) SB      | 0 – 4              | PH Petrolul 95 Ploiești⁠(d) |
| Victoria Carei SM   | 0 – 3              | AG Real Bradu⁠(d)           |

### Etapa a II-a
Etapa a II-a s-a desfășurat între echipele calificate din turul preliminar (etapa I) și cele 21 de echipe care au ocupat locurile retrogradabile (locurile 9-10 din fiecare serie plus cel mai slab loc 8 din cele zece serii) la finalul sezonului regular al competiției. Datele de desfășurare ale celor două manșe au fost 16 și 23 mai 2021.
| Echipa #1                 | Total      | Echipa #2                | Tur        | Retur      |
| Regiunea 1                | Regiunea 1 | Regiunea 1               | Regiunea 1 | Regiunea 1 |
| ------------------------- | ---------- | ------------------------ | ---------- | ---------- |
| Dinamo Bacău⁠(d)           | Masa verde | Bradu Borca⁠(d)           | 3 – 0      | 3 – 0      |
| Pașcani                   | 7 – 2      | CSM Vaslui⁠(d)            | 2 – 1      | 5 – 1      |
| Odorheiu Secuiesc         | 4 – 1      | Viitorul Liteni          | 2 – 0      | 2 – 1      |
| Regiunea 2                |            |                          |            |            |
| Team Săgeata              | 2 – 5      | Avântul Mărului          | 1 – 3      | 1 – 2      |
| Sportul Chiscani⁠(d)       | Masa verde | Ovidiu⁠(d)                | 3 – 0      | 3 – 0      |
| CS Făurei                 | 2 – 2 (a)  | CSM Fetești              | 2 – 2      | 0 – 0      |
| Regiunea 3                |            |                          |            |            |
| CSM Oltenița⁠(d)           | (a) 4 – 4  | Petrolul 95 Ploiești⁠(d)  | 0 – 3      | 4 – 1      |
| Rapid Buzescu⁠(d)          | 0 – 5      | Recolta Gheorghe Doja⁠(d) | 0 – 3      | 0 – 2      |
| Academica II Clinceni     | (a) 3 – 3  | Viitorul Domnești        | 1 – 1      | 2 – 2      |
| Regiunea 4                |            |                          |            |            |
| CS Balotești              | 0 – 6      | Real Bradu⁠(d)            | 0 – 2      | 0 – 4      |
| Concordia II Chiajna      | 6 – 2      | CSM Codlea⁠(d)            | 3 – 1      | 3 – 1      |
| FC Băbeni⁠(d)              | 3 – 11     | Kids Tâmpa Brașov⁠(d)     | 3 – 4      | 0 – 7      |
| Regiunea 5                |            |                          |            |            |
| CS U Craiova II⁠(d)        | 1 – 3      | Voința Lupac⁠(d)          | 1 – 0      | 0 – 3      |
| Dunărea Calafat⁠(d)        | 1 – 4      | Progresul Ezeriș         | 1 – 1      | 0 – 3      |
| Viitorul Șimian           | (a) 5 – 5  | Minerul Costeşti⁠(d)      | 2 – 1      | 3 – 4      |
| Regiunea 6                |            |                          |            |            |
| Industria Galda⁠(d)        | 1 – 2      | Stár Bišnov⁠(d)           | 0 – 0      | 1 – 2      |
| Hermannstadt II           | 4 – 5      | Frontiera Curtici⁠(d)     | 1 – 2      | 3 – 3      |
| Aurul Brad                | 5 – 3      | Becicherecu Mic⁠(d)       | 3 – 1      | 2 – 2      |
| Regiunea 7                |            |                          |            |            |
| Rapid Jibou               | 4 – 7      | Luceafărul Oradea        | 1 – 1      | 3 – 6      |
| CS Ocna Mureș             | 8 – 4      | CS Iernut⁠(d)             | 3 – 0      | 5 – 4      |
| Progresul Șomcuta Mare⁠(d) | 6 – 2      | Sighetu Marmației        | 3 – 1      | 3 – 1      |